# Agi Jambor
Ági Jámbor (ur. 4 lutego 1909 w Budapeszcie; zm. 3 lutego 1997 w Baltimore) – węgierska pianistka; laureatka V nagrody na III Międzynarodowym Konkursie Pianistycznym im. Fryderyka Chopina (1937).

## Życiorys

### Kariera pianistyczna
Na fortepianie zaczęła grać w wieku czterech lat. Edukację rozpoczęła w Szkole Muzycznej Fodora w Budapeszcie. W latach 1926–1931 studiowała w Hochschule für Musik w Berlinie u Edwina Fischera. Swe umiejętności doskonaliła w Paryżu i w Królewskiej Akademii Muzycznej w Budapeszcie.
Występowała od najmłodszych lat. Już w wieku 12 lat dawała koncerty z orkiestrą. W 1937 roku wzięła udział w Konkursie Chopinowskim w Warszawie, gdzie zajęła V miejsce. Później koncertowała w wielu krajach Europy, w tym kilka razy w Polsce.
W trakcie drugiej wojny światowej przebywała w Holandii i na Węgrzech. W 1944 brała udział w węgierskim ruchu oporu. W 1947 wyemigrowała wraz z mężem do Stanów Zjednoczonych. Tam rozpoczęła pracę pedagogiczną w Bryn Mawr College, Peabody Institute i Philadelphia Musical Academy. Kontynuowała też karierę koncertującej pianistki, często występując z Orkiestrą Filadelfijską. W 1951 dała koncert dla prezydenta Harry'ego Trumana.
Zmarła 3 lutego 1997 r. w Baltimore.

### Życie prywatne
W latach 1933–1949 jej mężem był węgierski fizyk i pianista Imre Patai. W latach 1959–1960 jej drugim mężem był brytyjski aktor Claude Rains. W trakcie drugiej wojny światowej urodziła syna, który zmarł po dwóch tygodniach.

## Repertuar i dyskografia
Grywała głównie utwory Fryderyka Chopina, ale także Johanna Sebastiana Bacha i Wolfganga Amadeusa Mozarta. Nagrała wiele płyt dla różnych firm fonograficznych. Była też autorką Sonaty fortepianowej "Victims of Auschwitz".